# Landeschef
Între 1868 și 1918, Landeschef a fost termenul oficial generic pentru Statthalter sau Landespräsident, adică pentru reprezentanții împăratului și ai guvernului central în țările Coroanei din Austro-Ungaria.

## Denumirea

Harta Austro-Ungariei

Oficiul de Landeschef a fost definit în Legea asupra instituirii autorităților guvernamentale politice (în germană Gesetz über die Einrichtung der politischen Verwaltungsbehörden) emisă în baza Constituției din decembrie 1867 la data de 19 mai 1868. Anterior, cel mai târziu de la patenta imperială din 4 martie 1849 (Reichsverfassung für das Kaiserthum Österreich, mai tâziu cunoscută și ca Oktroyierte Märzverfassung), funcția era numită vag în tot Imperiul Austriac drept Statthalter.
Landeschef-ul era însărcinat de către Împăratul Austriei ca reprezentant al persoanei imperiale și al guvernului cezaro-crăiesc din Viena (potrivit § 2 al legii). În Salzburg, Carintia, Craina, Silezia austriacă (Ducatul Sileziei de Sus și de Jos) și Ducatul Bucovinei, potrivit § 5 al legii, Landeschef-ul purta titlul de Landespräsident și se afla în fruntea unui guvern provincial; în celelalte țări ale Coroanei purta titlul de Statthalter cezaro-crăiesc și se afla în fruntea unei Statthalterei. Funcția era aceeași: să conducă aparatul administrativ stabilit de stat în țară și să implementeze politica guvernului de la Viena, de ale cărui directive Landeschef-ul era dependent.
Între 1878–1918 era numit Landeschef și guvernatorul Bosniei și Herțegovinei, care nu aparținea de nici una dintre jumătățile Dublei Monarhii, deci nu era subordonată guvernului de la Viena responsabil de Cisleithania, ci era un condominium administrat de Ministerul Imperial și Regal de Finanțe, care era responsabil de afacerile comune ale întregii Austro-Ungarii.

## Funcția Landeschef-ului
Landeschef-ul sau Statthalter-ul era numit de către împărat la propunerea guvernului cezaro-crăiesc. În cazul în care țara se confrunta cu relații politice încordate (cum a fost mai mereu cazul Regatului Boemiei), Statthalter-ul era schimbat des, după o scurtă perioadă de ocupare a funcției. De cele mai multe ori, Landeschef-ul era ales din rândul înalților funcționari, cei mai mulți dintre ei fiind aristocrați. Mulți dintre ei, înainte sau după ce au ocupat funcția de Statthalter, au fost miniștri cezaro-crăiești. 
Landeschef-ul trebuia să prezinte guvernului cezaro-crăiesc din Viena deciziile legislative realizate în dieta țării și să le însoțească de propriile sale observații și comentarii; aceleași inițiative legislative acompaniate de propriile-i declarații le supunea atenției împăratului, care urma să ia o hotărâre în privința lor. După cumpănirea declarațiilor Landeschef-ul și ale guvernului cezaro-crăiesc, împăratul putea să „sancționeze” hotărârile dietei (adică să-și dea acordul în privința inițiativei legislative, după care noua lege era publicată în ziarul oficial regional și intra în vigoare) sau să le respingă (ceea ce însemna că hotărârile dietei țării nu erau publicate și nu puteau intra în vigoare). Aceeași procedură era urmată și în cazul decretelor pe care Statthalter-ul plănuia să le emită pe baza legilor în vigoare. Landeschef-ul primea toate instrucțiunile de la guvernul din Viena.
Potrivit legii din 1868 care privea guvernarea, în responsabilitatea Landeschef-ului cădeau în primul rând chestiunile legate de cultură și învățământ, apărarea teritorială, siguranța publică, agricultura, precum și (pe baza unor dispoziții separate) finanțele și comerțul – toate aceste domenii fiind reglementate prin legi inițiate și adoptate la nivel central, de către Consiliul Imperial. Chestiunile militare în sens restrâns intrau în sarcina autorităților militare. Landeschef-ului îi era subordonată conducerea Bezirk-ului, care controla și coordona comunele / localitățile de pe teritoriul țării. Instituția condusă de Landeschef se numea Landespräsidium sau Statthalterei.
Pe lângă aceasta, fiecare țară a Coroanei poseda un organism executiv numit Landesausschuss care era stabilit de dieta țării și era responsabil de administrarea acelor chestiuni care țineau de competența țării. Conducătorul dietei și al Landesausschuss-ului purta titlul de Landeshauptmann (în Austria de Jos, Boemia și Galiția se numea Landmarschall). În perioada austro-ungară, Landeshauptmann-ul era Nr. 2 în conducerea unei țări a Coroanei, după Landeschef.